# Egon Erwin Kisch
Egon Erwin Kisch (n. 29 aprilie 1885 – d. 31 martie 1948) a fost un jurnalist și scriitor ceh de limbă germană.
Participant activ la lupta antifascistă, a întemeiat reportajul ca formă a luptei sociale.
Astfel, a scris reportaje revelatoare prin plasticitatea evocării și subtilitatea comentariului.
Activitatea jurnalistică și-a început-o în anul 1906, când a lucrat ca reporter la ziarul Bohemia de limbă germană. Interesele pentru crime și pentru viața de sărăcie din Praga au caracterizat întreaga sa activitate de început, avându-i ca model pe Emile Zola și Charles Dickens.

## Biografie
Egon Erwin Kisch s-a născut la 29 aprilie 1885 în familia unui mic negustor din citadela Pragăi, în apropierea bisericii Sfântului Mihai. A fost al doilea copil din cei cinci al părinților lui evrei, Hermann Kisch, proprietarul unui magazin de textile și a soției lui Ernestine, născută Kuh. Egon s-a înscris devreme la Colegiul Tehnic German și la Universitatea Germană din Praga, înainte de a intra în serviciul armatei imperiale pentru un an. Astfel, Praga rămâne pentru scriitor orașul tinereții și al ultimelor lui zile.
La izbucnirea Primului Război Mondial Egon Erwin Kisch a fost chemat în serviciul militar și a devenit caporal în armata austriacă. El a luptat în prima linie în Serbia și în Munții Carpați, experiența sa din timpul războiului fiind mai apoi relatată în Scrie asta, Kisch!. A fost închis pentru scurt timp în 1916 pentru publicarea de rapoarte de pe front, în care a criticat comportamentul militar al armatei austriece din timpul războiului, dar cu toate acestea, mai târziu a servit în sferturi de presă ale armatei împreună cu alți colegi scriitori.
În primăvara lui 1918, după sfârșitul Primului Război Mondial, Kisch organizează Garda Roșie cu ajutorul căreia înființează ziarul Neue Freie Presse. Actul său s-a sfârșit prin arestarea lui, condamnarea la trei luni de închisoare și expulzarea în Cehoslovacia.

## Activitate
S-a afirmat ca scriitor în ultimul deceniu al muribundei monarhii austro-ungare, impunându-se imediat cititorilor prin coloratul său foileton duminical care apărea într-o gazătă pragheză sub marginalul Hoinăreală prin Praga. În 1904 i-a apărut prima culegere de versuri, cu titlul De pe ramul înflorit al tinereții. Părăsind poezia pentru proză, în 1911 a publicat prima culegere de nuvele Copiii praghezi, iar trei ani mai târziu, romanul Pastorul fecioareleor. Ceva mai târziu, și-a încercat talentul și în dramaturghie, scriind comedia Orașul furat. Simultan cu încercările lui de a pătrunde în așa-zisa „mare literatură”, Kisch își continua activitatea gazetărească realizând acele reportaje care, deși inserate în ziare cu viață efemerică, au supraviețuit cotidianullui la fel de vii, dintr-un deceniu în altul. Din această perioadă datează zguduitorul reportaj Trei săptămâni la hamei (1910), un rechizitoriu al sclavagismului din secolul al XX-lea și Mama ucigașului (1913), un patetic atașament la suferința umană, dar în același timp și un usturător pamflet la adresa orânduirii sociale nedrepte și a moralei ei putrede, plină de ipocrizie.

## Scrieri
- 1911: Copiii praghezi ("Prager Kinder")
- 1919: Aventură la Praga ("Abenteuer in Prag")
- 1923: Orașul furat ("Die gestohlene Stadt")
- 1925: Reporterul frenetic ("Der rasende Reporter")
- 1932: Asia se schimbă din temelii ("Asien gründlich verändert")
- 1935: Aventură pe cinci continente ("Abenteuer in fünf Kontinenten")
- 1937: Aterizare în Australia ("Landung in Australien")
- 1945: Descoperiri în Mexic ("Entdeckungen in Mexiko").